# فرنسيسكو دياز غوميز
فرنسيسكو دياز غوميز (بالبرتغالية: Francisco Dias Gomes‏) هو كاتب وشاعر برتغالي، ولد في 1745، وتوفي في 30 سبتمبر 1795.